# Влень (гміна)
Гмі́на Влень (пол. Gmina Wleń) — місько-сільська гміна у південно-західній Польщі. Належить до Львувецького повіту Нижньосілезького воєводства.
Станом на 31 грудня 2011 у гміні проживало 4413 осіб.

## Площа
Згідно з даними за 2007 рік площа гміни становила 86.00 км², у тому числі:
- орні землі: 55.00%
- ліси: 39.00%

Таким чином, площа гміни становить 12.11% площі повіту.

## Населення
Станом на 31 грудня 2011:
| Опис     | Загалом | Загалом | Чоловіки | Чоловіки | Жінки | Жінки |
| -------- | ------- | ------- | -------- | -------- | ----- | ----- |
| одиниця  | осіб    | %       | осіб     | %        | осіб  | %     |
| все      | 4413    | 100     | 2198     | 49.81    | 2215  | 50.19 |
| міське   | 1845    | 100     | 888      | 48.13    | 957   | 51.87 |
| сільське | 2568    | 100     | 1310     | 51.01    | 1258  | 48.99 |

## Сусідні гміни
Гміна Влень межує з такими гмінами: Єжув-Судецький, Любомеж, Львувек-Шльонський, Пельґжимка, Швежава.